# جوئل ردمن
جوئل ردمن (انگلیسی: Joel Redman؛ زادهٔ ۲۱ فوریهٔ ۱۹۸۷) کشتی‌گیر کشتی حرفه‌ای اهل بریتانیا است.